# خرچنگ (صورت فلکی)
صورت فلکی خرچنگ یا (سرطان) نام یکی از صورت‌های فلکی نیمکره شمالی آسمان منطقةالبروج است و در شب‌های بهار قابل مشاهده است. بین صورت‌های فلکی دوپیکر از خاور (شرق) و شیر از سوی باختر (غرب) واقع شده است.
بهترین زمان برای رصد این صورت فلکی اواخر زمستان و اوایل بهار است. معروف‌ترین جرم عمق آسمانی که در صورت فلکی خرچنگ قرار دارد خوشه کندوی عسل یا M44 است که دیدن آن با تلسکوپ یا دوربین دو چشمی بسیار شورانگیز است.

## افسانه

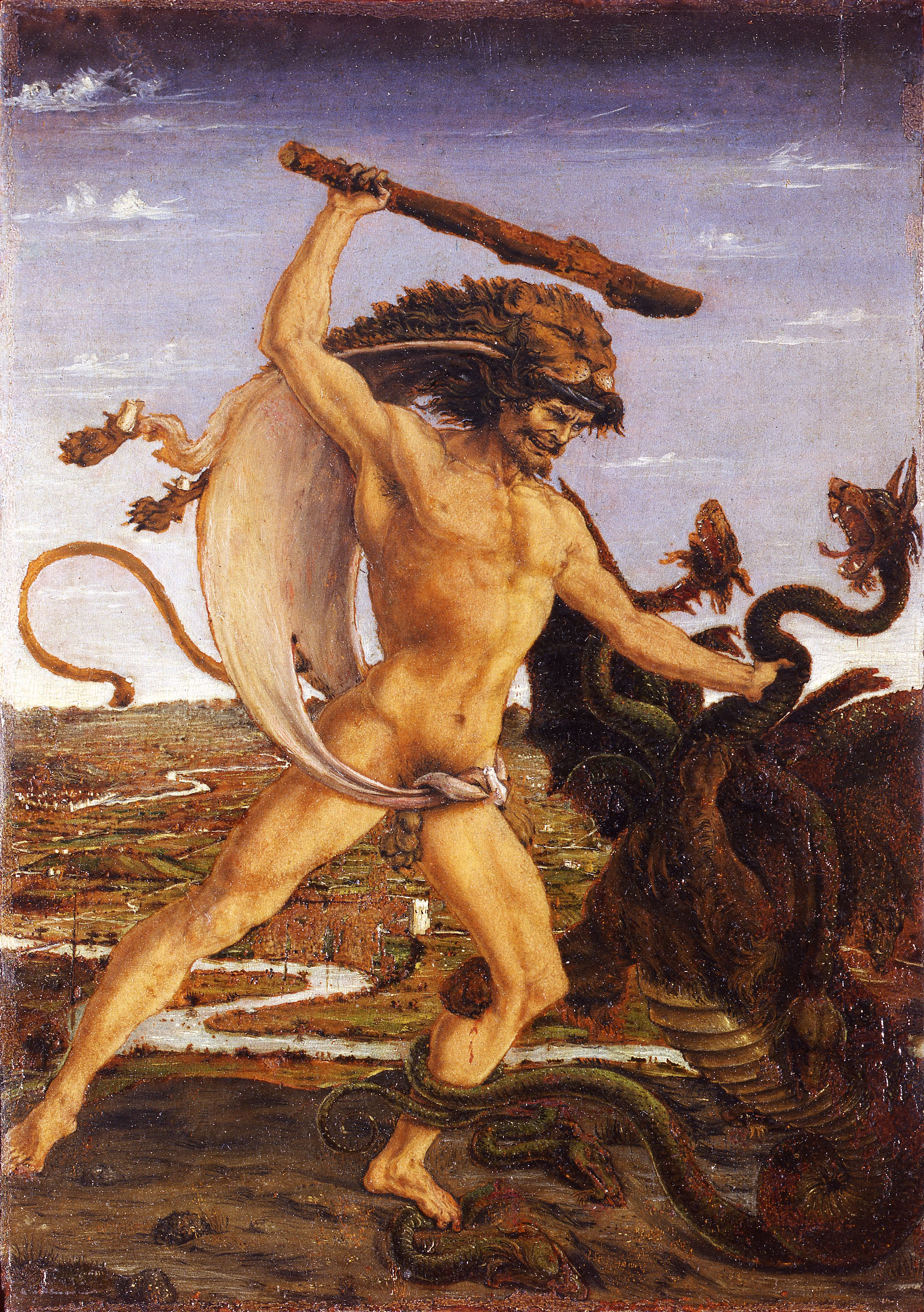
نقاشی که بیانگر طبق افسانه‌های یونان باستان صورت فلکی سرطان توسط هرا در آسمان قرار گرفت. هرا که از عشق بازی زئوس شوهر خود با آلکمنه مادر هرکول خشمگین شده بود تصمیم گرفت که هرکول را به هر ترتیبی که شده بکشد. او خیلی سعی کرد که هرکول را بکشد ولی همیشه شکست می‌خورد.

طبق افسانه‌های یونان باستان صورت فلکی سرطان توسط هرا در آسمان قرار گرفت. هرا که از عشق بازی زئوس شوهر خود با آلکمنه مادر هرکول خشمگین شده بود تصمیم گرفت که هرکول را به هر ترتیبی که شده بکشد. او خیلی سعی کرد که هرکول را بکشد ولی همیشه شکست می‌خورد. بعد از مدتی هرکول یک گناه بسیار بزرگ مرتکب شد و برای بخشوده شدن باید دوازده کار سخت را انجام دهد. یکی از این کارها از بین بردن مار غول پیکر (نج) صورت فلکی حیه (Hydra) بود این مار وقف شدهٔ هرا بود. در هنگام جنگ هرکول با Hydra هرا این خرچنگ غول پیکر را فرستاد تا کمک Hydra باشد. جنگ سختی درگرفت و مار نه سر پاشنه پای هرکول را زد؛ ولی به خاطر قدرت بسیار زیاد هرکول او با پایش خرچنگ را له کرد.
هرا برای قدردانی از این خرچنگ نقش او را در آسمان قرار داد.

## منابع

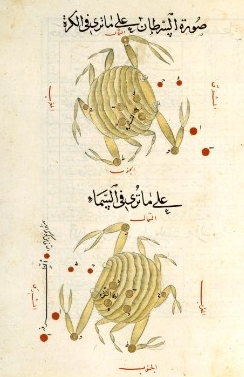
صورت فلکی خرچنگ در کتابی از دانشمند ایرانی، عبدالرحمان صوفی رازی.